# Phytosciara ungulata
Phytosciara ungulata är en tvåvingeart som först beskrevs av Johannes Winnertz 1867.  Phytosciara ungulata ingår i släktet Phytosciara och familjen sorgmyggor.
Artens utbredningsområde är Tyskland. Inga underarter finns listade i Catalogue of Life.